# Peter von Meyendorff
Peter von Meyendorff, vollständig Baron Peter Leonhard Suidigerius von Meyendorff (russisch Пётр Казимирович Мейендорф, Peter Kasimirowitsch Meyendorf) (* 2. Augustjul. / 13. August 1796greg. in Riga; † 7. Märzjul. / 19. März 1863greg. in St. Petersburg) war ein russischer Diplomat.

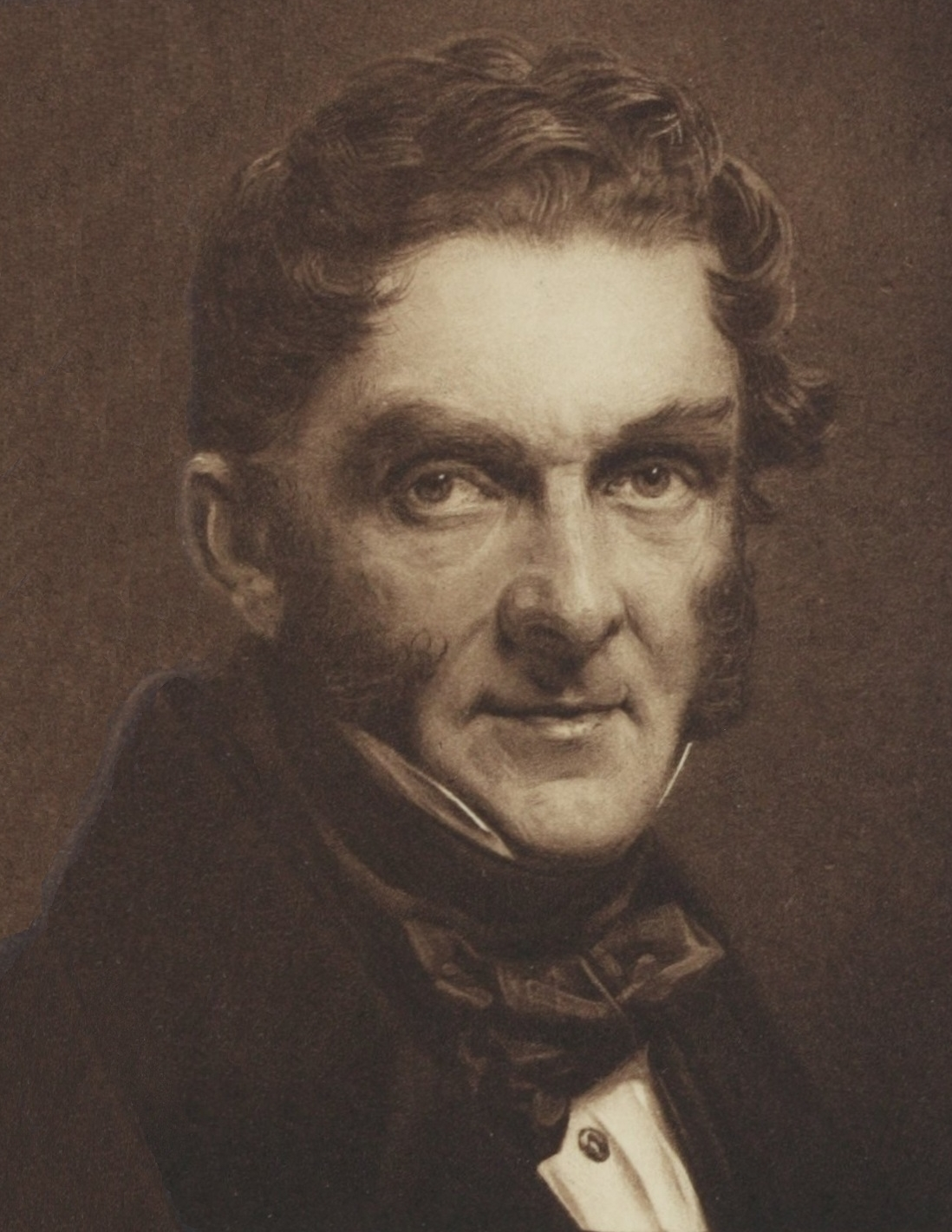
Peter von Meyendorff

## Leben und Wirken
Meyendorff stammte aus dem livländischen Zweig des deutsch-baltischen Adelsgeschlechts von Meyendorff und war der Sohn von Baron Kasimir von Meyendorff und seiner Frau Anna Katharina, geb. von Vegesack. Gemeinsam mit seinen Brüdern Kasimir (1794–1854) und Georg besuchte er das von Napoleon Bonaparte gegründete Lycee Impériale in Metz. 1811 trat er in das Militär-Ingenieur-Institut in St. Petersburg ein. Als Freiwilliger nahm er 1813/14 an den Kämpfen gegen die Franzosen teil. 1816 ging er für zwei Semester an die Universität Göttingen. 1817 trat er in den russischen diplomatischen Dienst ein. Er war zunächst im Außenministerium und dann in verschiedenen Positionen in den russischen Gesandtschaften in den Niederlanden (1820–1824), Spanien (1824–1827), in Wien (1827–1832) und in Stuttgart (1832–1839) tätig.
1839 wurde er russischer Gesandter am preußischen Hof in Berlin. 1843 trat er als Gründungsmitglied der Numismatischen Gesellschaft zu Berlin bei.
Von 1850 bis 1854 war er Botschafter in Wien. Er gilt als Vermittler der Olmützer Punktation, geriet aber 1854 im Vorfeld des Krimkriegs in die Kritik und wurde abberufen. 1857 wurde er von Zar Alexander II. zum Chef seines Privatkabinetts ernannt und im gleichen Jahr zum Ehrenmitglied der Russischen Akademie der Wissenschaften gewählt.
Seit 1830 war er verheiratet mit Sophie, geb. Gräfin Buol-Schauenstein (* 14. September 1800 in Hamburg; † 19. März 1868), Tochter des österreichischen Diplomaten Johann Rudolf von Buol-Schauenstein und Schwester von Karl Ferdinand von Buol-Schauenstein. Von den Söhnen des Paares fiel Alexander (* 1831) 1855 im Krimkrieg bei Sewastopol, Rudolph (1832–1883) wurde Flügeladjutant des Zaren und Ernst Georg (* 1836 in Stuttgart) wurde Diplomat und starb 1902 als Gesandter in Rom.